# 영광 불갑사 팔상전 영산회상도
영광 불갑사 팔상전 영산회상도(靈光 佛甲寺 八相殿 靈山會上圖)는 대한민국 전라남도 영광군 불갑면 불갑사에 있는 조선시대의 불화이다. 2011년 8월 26일 전라남도의 유형문화재 제307호로 지정되었다.

## 개요
영광 불갑사 팔상전 영산회상도는 석가모니가 영축산에서 행한 설법광경을 도설한 것이다. 화기의 기록으로 제작자와 제작연대를 확실히 알 수 있는 작품으로 1777년에 비현 등 15인의 불화승에 의해 제작되었다.
영산회상도는 안정된 구도와 화면의 변화, 양록· 선홍· 양청과 같은 선명한 색조의 사용, 등장인물들의 상호의 표정묘사, 가늘고 섬세한 세필의 선묘 등 18세기 후반의 회화양식을 구사하고 있으며 회화적으로도 좋은 작품이라고 할 수 있다.
특히 작품의 제작에 참여한 화승들은 18세기 중엽부터 19세기 초까지 활동한 비현, 복찬, 쾌윤 등으로 이들은 조계산 선암사를 중심으로 활동하면서 경상도 지역까지 그 영역을 확장하여 작품활동을 하였던 불화승유파의 작가들이다. 보존 상태도 양호하고 회화작품으로서 예술적 가치도 클 뿐만 아니라 뛰어난 화승들의 작품으로 보존가치가 크다

## 참고 자료
- 영광 불갑사 팔상전 영산회상도 - 국가유산청 국가유산포털